# Лісбург (Міссурі)
Лісбург (англ. Leasburg) — селище (англ. village) в США, в окрузі Кроуфорд штату Міссурі. Населення — 326 осіб (2020).

## Географія
Лісбург розташований за координатами 38°5′41″ пн. ш. 91°17′43″ зх. д. / 38.09472° пн. ш. 91.29528° зх. д. (38.094846, -91.295322).  За даними Бюро перепису населення США в 2010 році селище мало площу 1,12 км², уся площа — суходіл.

## Демографія
Згідно з переписом 2010 року, у селищі мешкало 338 осіб у 144 домогосподарствах у складі 80 родин. Густота населення становила 302 особи/км².  Було 155 помешкань (138/км²).
Расовий склад населення:
| - 98,5 % — білих - 0,3 % — вихідців з тихоокеанських островів - 0,3 % — корінних американців |

До двох чи більше рас належало 0,9 %. Частка іспаномовних становила 0,0 % від усіх жителів.
За віковим діапазоном населення розподілялося таким чином: 27,5 % — особи молодші 18 років, 58,0 % — особи у віці 18—64 років, 14,5 % — особи у віці 65 років та старші. Медіана віку мешканця становила 37,2 року. На 100 осіб жіночої статі у селищі припадало 98,8 чоловіків;  на 100 жінок у віці від 18 років та старших — 100,8 чоловіків також старших 18 років.
Середній дохід на одне домашнє господарство  становив 38 916 доларів США (медіана — 28 304), а середній дохід на одну сім'ю — 50 878 доларів (медіана — 35 156). За межею бідності перебувало 27,4 % осіб, у тому числі 19,0 % дітей у віці до 18 років та 20,9 % осіб у віці 65 років та старших.
Цивільне працевлаштоване населення становило 132 особи. Основні галузі зайнятості: освіта, охорона здоров'я та соціальна допомога — 32,6 %, виробництво — 15,9 %, роздрібна торгівля — 9,8 %, будівництво — 9,1 %.